# Micropolypodium okuboi
Micropolypodium okuboi är en stensöteväxtart som först beskrevs av Ryôkichi Yatabe, och fick sitt nu gällande namn av Bunzo Hayata. Micropolypodium okuboi ingår i släktet Micropolypodium och familjen Polypodiaceae. Inga underarter finns listade.